# Tenge
Tenge kazah este unitatea monetară oficială a Kazahstanului.

## Galerie de imagini

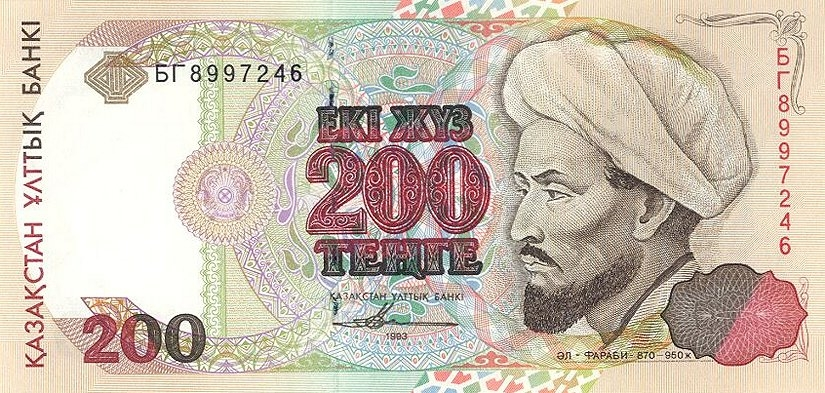
Bancnotă cu valoarea nominală de 200 de tenge (1993), avers